# Кема (река, впадает в Японское море)
Ке́ма (Великая Кема, Такема) — река в Тернейском районе Приморского края к северу от посёлка Терней. Берёт начало на восточном склоне хребта Сихотэ-Алинь, вблизи его главного водораздела, течёт в южном и юго-восточном направлении, впадает в бухту Штормовую Японского моря у села Великая Кема.
Длина реки 119 км, площадь водосборного бассейна — 2720 км², общее падение реки 1090 м. Ширина её перед впадением в море в устье 50 — 70 м. Глубина до 3,2 м.
В летнее время часты паводки, вызываемые в основном интенсивными продолжительными дождями. Подъём воды в реке быстрый, амплитуда колебания уровня воды — до 5 метров.
Основные притоки: Северянка (левый, 85-й км), Порожистая (правый, 78-й км), Долинная (левый, 63-й км), Западная Кема (правый, 49-й км), Брусничная (левый, 27-й км), Тальниковая (правый, 20-й км).
Рыбаки, особенно пожилые, используют старые китайские названия — Сица (Порожистая), Такунжа (искажённое Та Кунчи — Зап. Кема), Секунжа (искажённое Сяо Кунчи — Геологическая), Чима (Брусничная), Илимо или Ильмо (Тальниковая).
Река популярна среди туристов-водников. В среднем течении реки, где имеются несколько сложных порогов, проводятся соревнования. В бассейне Кемы имеется несколько маленьких горных озёр: Сатурн, Орлиное Гнездо, Узловое.
Код водного объекта — 20040000212118200006629.